# Louis Lartet

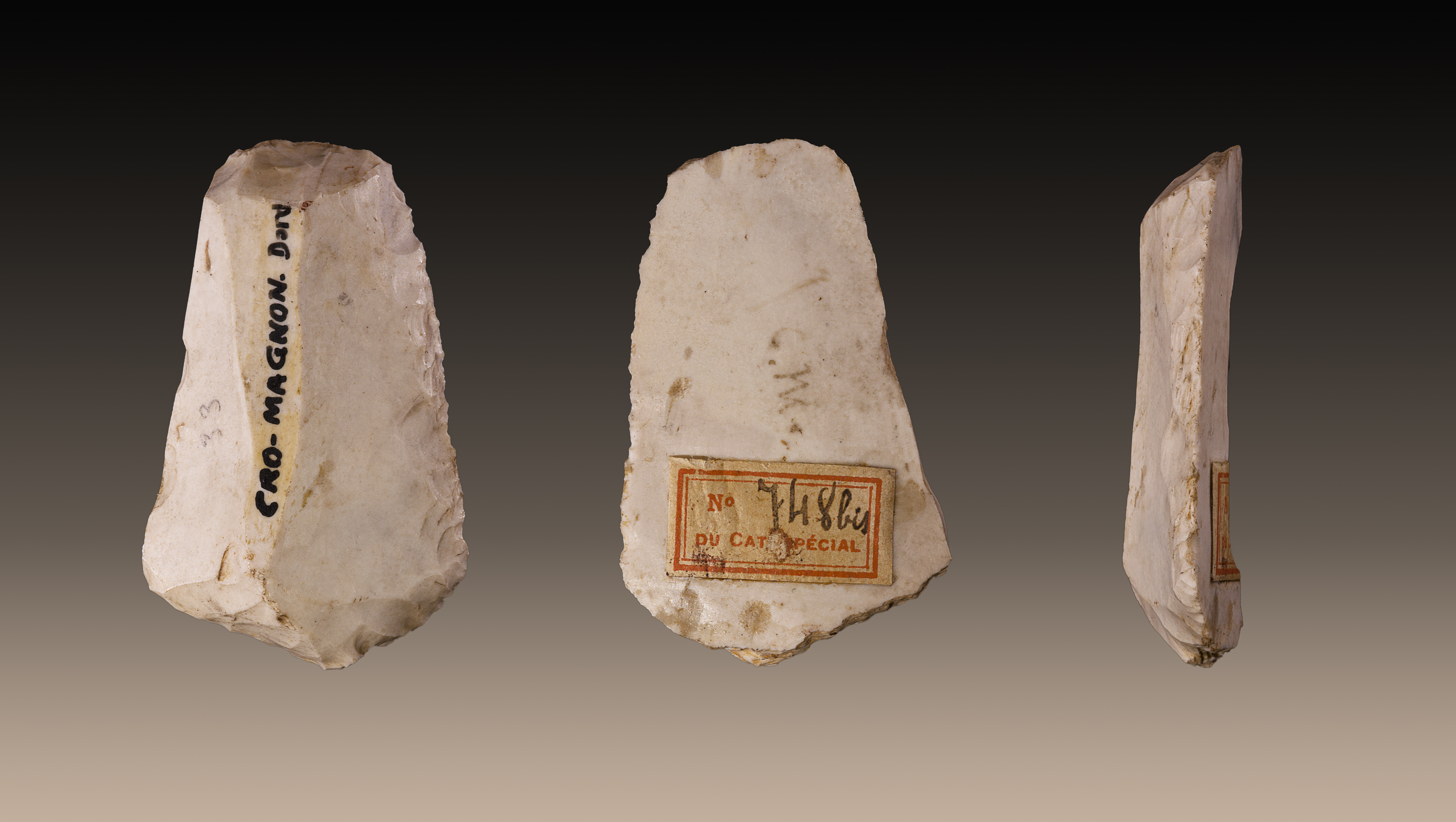
Kaparó a Cro-Magnon - Gyűjtemény Lartet Lajos - Múzeum Toulouse

Louis Lartet (Castelnau-Magnoac, 1840. december 18. – Seissan, 1899) francia geológus, őslénykutató és régész. Fő kutatási területe az őskőkorszak volt, ezen belül is a legkorábbi művészetek. Minden tekintetben apja, Édouard Lartet kutatásait folytatta.
1868-ban a felső paleolitikum emberének típuspéldányává vált cro-magnoni emberek leírásával vált világhírűvé.